# Суйцзян
28°35′44″ пн. ш. 103°58′01″ сх. д. / 28.595555555556° пн. ш. 103.96694444444° сх. д.
Суйцзян (кит. 绥江县, пін. Suíjiāng Xiàn) — один із повітів КНР у складі префектури Чжаотун, провінція Юньнань. Адміністративний центр — містечко Чжунчен.

## Географія
Суйцзян лежить на півночі Юньнань-Гуйчжоуського плато.  Західним і північним кордоном повіту слугує річка Цзіньша.

### Клімат
Повіт знаходиться у зоні, котра характеризується вологим субтропічним кліматом. Найтепліший місяць — липень із середньою температурою 26,2 °C. Найхолодніший місяць — січень, із середньою температурою 8,3 °С.
| Клімат повіту Суйцзян   | Клімат повіту Суйцзян | Клімат повіту Суйцзян | Клімат повіту Суйцзян | Клімат повіту Суйцзян | Клімат повіту Суйцзян | Клімат повіту Суйцзян | Клімат повіту Суйцзян | Клімат повіту Суйцзян | Клімат повіту Суйцзян | Клімат повіту Суйцзян | Клімат повіту Суйцзян | Клімат повіту Суйцзян | Клімат повіту Суйцзян |
| Показник                | Січ.                  | Лют.                  | Бер.                  | Квіт.                 | Трав.                 | Черв.                 | Лип.                  | Серп.                 | Вер.                  | Жовт.                 | Лист.                 | Груд.                 | Рік                   |
| Середній максимум, °C   | 11,4                  | 13,6                  | 18,3                  | 23,8                  | 27,7                  | 29,2                  | 31,2                  | 30,9                  | 27                    | 21,7                  | 17,8                  | 12,6                  | 22,1                  |
| Середня температура, °C | 8,3                   | 10,2                  | 14                    | 18,8                  | 22,5                  | 24,4                  | 26,2                  | 25,8                  | 22,6                  | 18,3                  | 14,4                  | 9,7                   | 17,9                  |
| Середній мінімум, °C    | 6,1                   | 7,7                   | 10,9                  | 15,1                  | 18,8                  | 21,1                  | 22,8                  | 22,4                  | 19,8                  | 16,1                  | 12,1                  | 7,6                   | 15                    |
| Норма опадів, мм        | 9.1                   | 15.7                  | 24.4                  | 63.5                  | 90.5                  | 120                   | 207.6                 | 190.4                 | 99.5                  | 44.3                  | 18.9                  | 8.9                   | 892.8                 |
| Вологість повітря, %    | 78                    | 77                    | 74                    | 73                    | 72                    | 79                    | 82                    | 82                    | 83                    | 84                    | 81                    | 79                    | 78.6                  |
| ----------------------- | --------------------- | --------------------- | --------------------- | --------------------- | --------------------- | --------------------- | --------------------- | --------------------- | --------------------- | --------------------- | --------------------- | --------------------- | --------------------- |
| Джерело: data.cma.cn    |                       |                       |                       |                       |                       |                       |                       |                       |                       |                       |                       |                       |                       |